# Центральная научная библиотека имени Якуба Коласа НАН Беларуси
Центральная научная библиотека им. Якуба Коласа НАН Беларуси (англ. The Yakub Kolas Central Scientific Library of National Academy of Sciences of Belarus, бел. Цэнтральная навуковая бібліятэка імя Я. Коласа НАН Беларусі, официальное название — Государственное учреждение «Центральная научная библиотека имени Якуба Коласа Национальной академии наук Беларуси») — крупнейшее информационное учреждение, обеспечивающее деятельность ученых и специалистов Республики Беларусь.

## История
Библиотека основана 16 февраля 1925 года при Институте белорусской культуры (Инбелкульте). К моменту открытия библиотека состояла из нескольких брошюр и архива общественного и политического деятеля, одного из основоположников белорусского театра Алеся Бурбиса. В марте 1925 г. в фонд поступили книги из библиотеки российского филолога Якова Грота. В 1925 г. библиотека стала регулярно получать обязательный экземпляр периодических изданий РСФСР. К началу 1926 г. фонд библиотеки насчитывал более 20 тысяч изданий, в том числе 200 томов из собрания Янки Купалы, 200 книг, привезенных из Варшавы профессором В. И. Пичетой, 300 книг, приобретенных в Киеве сотрудниками Инбелкульта. В состав фонда также вошли издания Российской и Украинской академий наук, коллекция книг по истории Беларуси профессора М. В. Довнар-Запольского.
- 1925 — 1927 — Середа Иван Никитович
- 1927 — 1929 — Гурвич К. И.
- 1929 — 1937 — Довгялло Дмитрий Иванович
- 1937 — Сенько Б. А.
- 1937 — 1941 — Косарев И. Я.
- 1941 — 1950 — Симановский И. Б.
- 1950 — 1952 — Вильгусевич М. А.
- 1952 — 1961 — Степанюк Ф. В.
- 1961 — 1994 — Стрижонок М. П.
- 1995 — 1998 — Емельянова С. М.
- 1999 — 2013 — Берёзкина Н. Ю.
- 2014 — 2022 — Груша А. И.
- 2022 — Юрецкий С. С.

В 1926 году библиотека осуществляла книгообмен с более чем 100 организациями на территории СССР и 74 зарубежными научными учреждениями.
1 января 1929 года Институт белорусской культуры был реорганизован в Академию наук БССР, Библиотека Инбелкульта стала Библиотекой АН БССР.
В 1930-е годы в библиотеке была значительно расширена научно-библиографическая работа. Издавались ежеквартальные каталоги «Новые издания Белорусской академии наук» за 1932—1935 гг., каталог получаемых библиотекой журналов и газет, полный библиографический указатель по истории Беларуси. Была подготовлена к печати «Библиография белорусской литературы» за 1930—1935 гг.
В эти годы фонд библиотеки пополнили 15 тыс. изданий из личного собрания профессора В. С. Доктуровского. В 1936 г. фонд Библиотеки АН БССР насчитывал 150 тыс. экземпляров.
С конца 1930-х годов руководство библиотеки стало уделять большое внимание проблемам формирования и учета фонда, книгообмену, межбиблиотечному абонементу.
В январе 1941 г. в библиотеку из Несвижа поступило книжное собрание Радзивиллов, которое насчитывало до 20 тыс. экземпляров. Однако оформить поступление в фонд всей книжной коллекции не позволила начавшаяся Вторая мировая война. После её окончания в Библиотеку Академии наук БССР были возвращены только те книги из Несвижской ординации Радзивиллов, которые успели пройти обработку до войны.
После окончания войны была проделана колоссальная работа по восстановлению полностью уничтоженных фондов Библиотеки Академии наук БССР. Весной 1945 г. в Минск начали возвращаться книги, вывезенные немцами в Германию. В Познани была найдена и возвращена библиотеке ценная коллекция книг В. С. Доктуровского. Библиотеке было передано 300 тыс. экземпляров из фондов академических библиотек Москвы и Ленинграда. Были приобретены частные книжные собрания выдающегося хирурга М. М. Дитерихса, доктора физико-математических наук Н. Н. Бухгольца и др. Библиотека Академии наук БССР была единственной библиотекой в республике, получившей полный комплект справочного издания по органической химии Ф. Ф. Бейльштейна. В 1948 г. фонд библиотеки насчитывал 362 тыс. экземпляров.
В 1948 г. Библиотеке Академии наук БССР было присвоено имя В. Г. Белинского.
С 1951 г. начала носить систематический характер работа библиотеки в области международного книгообмена. В 1959 г. партнерами Библиотеки Академии наук БССР по книгообмену были 192 организации Советского Союза и 153 зарубежных учреждения.
В 1957 г. библиотека приобрела ценное книжное собрание Адама Богдановича.
С конца 1950—начала 1960-х гг. было начато проведение плановых научных исследований, связанных с проблемами библиотековедения, библиографоведения, книговедения.
В 1956 г. Президиумом Академии наук БССР было принято решение о строительстве отдельного здания для библиотеки. В 1961 г. был утвержден проект здания, в конце 1964 г. началось его строительство, завершившееся в 1967 г.
В 1966 г. библиотека была переименована в Фундаментальную библиотеку Академии наук БССР и начала носить имя Якуба Коласа.
За последующие тридцать лет Фундаментальная библиотека Академии наук БССР стала крупнейшим информационным центром не только в республике, но и в системе академических библиотек СССР. С начала 1960-х гг. Фундаментальная библиотека АН БССР занимается библиографированием документов по белорусскому языкознанию. В 1967 г. по итогам Всесоюзного смотра работы библиотек Фундаментальная библиотека Академии наук БССР была награждена Дипломом первой степени Министерства культуры СССР. Тогда же на библиотеку было возложено руководство библиографической работой в Академии наук БССР. Постепенно библиотека стала центром естественнонаучной библиографии республики.
В мае 1981 г. Фундаментальная библиотека АН БССР была переименована в Центральную научную библиотеку АН БССР имени Якуба Коласа.
В соответствии с постановлением Совета Министров БССР от 25 мая 1990 г. Центральная научная библиотека Академии наук Беларуси была отнесена к числу научно-исследовательских учреждений.
Экологический информационный центр "Эко-Инфо" был создан 4 декабря 2003 г. с целью информационного обслуживания в области экологии и природоохранной деятельности. Сайт Центра "Эко-Инфо" (http://ecoinfo.bas-net.by/) представляет собой комплексный информационный ресурс свободного доступа и включает дайджест новостей, законодательство, электронные книги, журналы, списки литературы, контакты пунктов приема вторсырья, обзоры мероприятий и многое другое.
Сегодня Центральная научная библиотека имени Якуба Коласа Национальной академии наук Беларуси — это современный информационно-библиотечный центр, который располагает одним из наиболее полных фондов национальных научных документов универсального профиля и самым большим в Беларуси собранием зарубежной иностранной литературы. Библиотека возглавляет сеть из 10 библиотек при Научно-исследовательских учреждениях Национальной академии наук Беларуси и является национальным центром депозитарного хранения документов естественно-научного профиля.
В отделе редких книг и рукописей библиотека хранит ценнейшие архивные материалы, рукописные и печатные книги, периодические и картографические издания XV — XX вв. на белорусском, русском и иностранных языках. Фонд отдела состоит из ряда коллекций и частных собраний, имеющих самостоятельное культурно-историческое значение.

## Научная деятельность
Библиотека является научно–исследовательским учреждением в области библиотековедения, библиографоведения, истории книги и информационной деятельности. На основании статьи 10 Закона Республики Беларусь "О научной деятельности" от 21 октября 1996 года и постановления Национальной академии наук Беларуси, Государственного комитета по науке и технологиям Республики Беларусь, Высшей аттестационной комиссии Республики Беларусь от 8 сентября 2010 года № 7/20/2 Центральная научная библиотека имени Якуба Коласа Национальной академии наук Беларуси прошла аккредитацию в качестве научной организации.
В Центральной научной библиотеке имени Якуба Коласа Национальной академии наук Беларуси постоянно проводятся исследования по изучению закономерностей формирования и использования информационных ресурсов, эффективности её деятельности по удовлетворению информационных запросов пользователей и др.
- Исследование «Мониторинг научно-технического интеграционного процесса России и Белоруссии» (№ госрегистрации в ГУ БелИСА 20071916 от 26.07.2007 г. Договор с БРФФИ № Г07Р-016 от 01.04.2007 г.).
- Исследование «Рукописи татар (мусульман Беларуси) конца XVII – начала XX века: научное описание и кодикологический анализ рукописей из книжных собраний Беларуси» (№ госрегистрации в ГУ БелИСА 2005534 от 17.03.2005 г.).
- Исследование «Библиотека Несвижской ординации Радзивиллов в фондах ЦНБ НАН Беларуси: изучение состава и научное описание документов» (№ госрегистрации в ГУ БелИСА 2005906 от 25.04.2005 г.).
- Исследование «Книжная культура Беларуси и России. Комплексные исследования в контексте историко-культурного взаимодействия», (Договор с БРФФИ № Г10Р-015 от 01 мая 2010 г.; № гос. регистрации в ГУ БелИСА 20101399 от 01.07.2010 г.).
- Исследование «Разработка системы библиометрических индикаторов для оценки вклада различных фондов в совместные научные исследования России и Беларуси», (Договор с БРФФИ № Г10Р-014 от  01.05.2010 г.; № гос. регистрации в ГУ БелИСА 20101402 от 01.07.2010 г.).

В 2000—2012 гг. подготовлено 17 отчетов НИР, опубликовано более 976 статей, издано 14 сборников научных работ и 5 монографий, организована 21 научная конференция, подготовлено 502 доклада.

## Мемориальный кабинет Петра Глебки

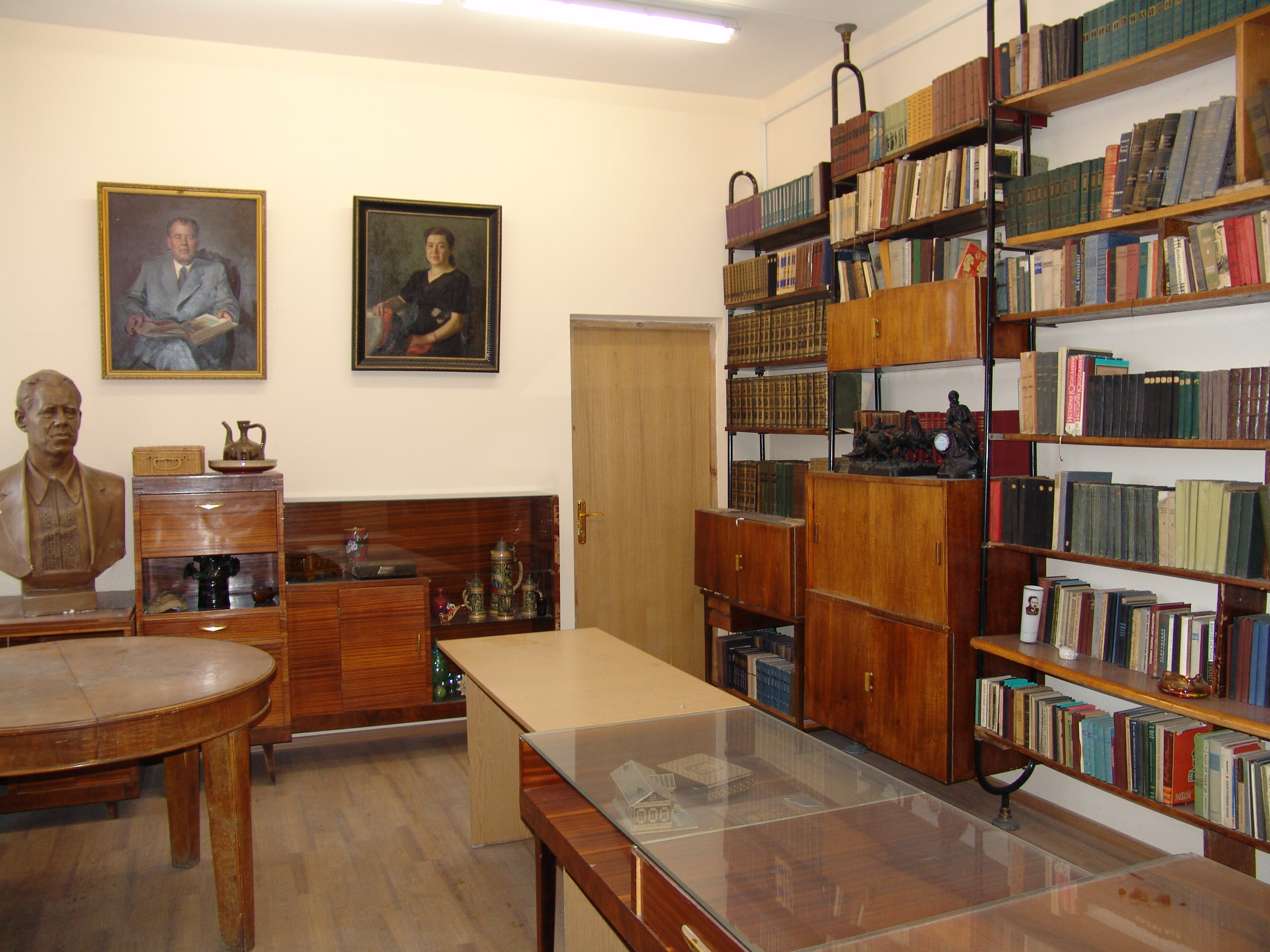
Мемориальный кабинет Петра Глебки

В 1989 году в Центральной научной библиотеке имени Я. Коласа НАН Беларуси создан мемориальный кабинет белорусского поэта, ученого, академика АН БССР, общественного и политического деятеля Петра Фёдоровича Глебки (1905—1969).
Основу музея составляет уникальное книжное собрание поэта, которое он завещал Фундаментальной библиотеке Академии наук БССР.
П. Ф. Глебка собирал личную библиотеку с 30-х гг. XX в. Часть документов была передана Фундаментальной библиотеке Академии наук БССР самим поэтом. В августе 1979 г. его вдова передала библиотеке основную часть книг и часть рукописного архива. Оставшиеся книги, личные вещи и предметы интерьера домашнего кабинета П. Ф. Глебки поступили в Фундаментальную библиотеку Академии наук БССР в ноябре 1986 г. Это позволило полностью воссоздать обстановку домашнего кабинета поэта.
Личная библиотека П. Ф. Глебки насчитывает более трёх тысяч экземпляров книг, изданных с 1804 по 1960-х гг. на белорусском, русском, украинском и других языках. Каждая книга имеет владельческий экслибрис. В собрании представлены редкие и ценные книги, в том числе издания репрессированных писателей, дошедшие до наших дней в единичных экземплярах. Это единственная частная библиотека, пережившая Великую Отечественную войну на оккупированной территории. Книжная коллекция сохранилась в том первоначальном составе, в котором собиралась. Все книги, хранящиеся в мемориальном кабинете, выдаются читателям.
Мемориальный кабинет Петра Глебки является уникальным музеем: ни одна библиотека Беларуси не хранит частные книжные собрания в том порядке и в интерьере, в котором документы находились при жизни владельца.
В 2020 году сотрудниками библиотеки создан виртуальный мемориальный кабинет П. Ф. Глебки (https://csl.bas-net.by/libglebka/).

## Награды
- Почётная грамота Совета Министров Республики Беларусь (31 августа 2000 года) — за большой вклад в культурное развитие страны, информационное обеспечение белорусской науки, организацию библиотечного дела в республике, внедрение современных информационных технологий в практику работы библиотек и в связи с 75-летием со времени основания[2].